# Åsträsket
Åsträsket är en sjö i Skellefteå kommun i Västerbotten och ingår i Rickleåns huvudavrinningsområde. Sjön har en area på 0,76 kvadratkilometer och ligger 241 meter över havet. Sjön avvattnas av vattendraget Sikån.

## Delavrinningsområde
Åsträsket ingår i det delavrinningsområde (717320-170150) som SMHI kallar för Utloppet av Åsträsket. Medelhöjden är 251 meter över havet och ytan är 11,84 kvadratkilometer. Räknas de 39 avrinningsområdena uppströms in blir den ackumulerade arean 335,73 kvadratkilometer. Sikån som avvattnar avrinningsområdet har biflödesordning 2, vilket innebär att vattnet flödar genom totalt 2 vattendrag innan det når havet efter 90 kilometer. Avrinningsområdet består mestadels av skog (50 procent) och sankmarker (28 procent). Avrinningsområdet har 0,86 kvadratkilometer vattenytor vilket ger det en sjöprocent på 7,3 procent.